# Адлер (шнява)
«Адлер», «Егель» или «Орёл» — шнява Балтийского флота России, одна из двух шняв одноимённого типа, участник Северной войны 1700—1721 годов. Шнява находилась в составе флота с 1705 по 1711 год, принимала участие в действиях флота у Котлина и Кроншлота, а также использовалась для сопровождения транспортных судов и в качестве учебного судна.

## Описание шнявы
Одна из двух шняв одноимённого типа, построенных в 1705 году на верфь в Селицком рядке. Длина шнявы составляла 19,8 метра, а ширина по сведениям из различных источников от 5,18 до 5,2 метра.

## История
Шнява «Адлер» была заложена на стапеле верфи в Селицком рядке в 1705 году и после спуска на воду в том же году вошла в состав Балтийского Флота России. Строительство судна вёл кораблестроитель Вилим Шленграф.
Принимала участие в Северной войне 1700—1721 годов. С 1706 по 1711 год ежегодно с апреля по октябрь в составе эскадр выходила из Санкт-Петербурга к острову Котлин на Кроншлотский рейд для защиты острова и форта Кроншлот, а также для обучения экипажа.
В том числе в кампанию 1710 года с 1 (12) мая по 14 (25) мая находилась в составе эскадры под командованием вице-адмирала Корнелиуса Крюйса, которая сопровождала транспортные суда с провиантом до Берёзовых островов.
По окончании службы после 1711 года шнява «Адлер» была разобрана.
Командиром шнявы «Адлер» в кампании 1710 и 1711 годов служил голландец на русской службе поручик Фока Крамер.

### Комментарии
1. ↑  Вторая шнява носила наименование «Бевер»[1].
2. ↑  65 футов[2].
3. ↑  17 футов[2].